# Figaro striatus
Figaro striatus  (лат.) — один из видов рода Figaro, семейства кошачьих акул (Scyliorhinidae). Это малоизученный вид, эндемик северо-восточного побережья Австралии. Максимальный размер 42 см.

## Таксономия
Первые известные образцы были получены во время поисковых исследований, проведенных в северо-восточной Австралии в 1980-х годах. Новому виду было дано предварительное название  Galeus sp.B. Официально он был описан ведущими исследователями CSIRO Даниэлем Гледхиллом, Питер Ластом и Уильямом Уайтом в 2008 г. в публикации, восстанавливающей род Figaro, который до тех пор считался младшим синонимом Galeus. Видовой эпитет лат. striatus означает «полосатый». Типовым образцом был взрослый самец длиной 42 см, на юге Суамарз Риф, Квинсленд, 17 ноября 1985 года.

## Ареал и среда обитания
Fogaro striatus обитает на верхней части материкового склона у побережья Квинсленда Австралии от Карнарвона на западе до Нузы (Квинсленд) между Рокгемптоном и Таунсвиллом на глубине 300—420 м.

## Описание
Максимальная длина составляет 42 см. У этих акул стройное, плотное тело, имеющее почти цилиндрическое поперечное сечение. Голова короткая, широкая и приплюснутая. Морда слегка вытянута с тупым рылом. Овальные глаза вытянуты по горизонтали и оснащены рудиментарными мигательными мембранами. Под каждым глазом имеется тонкий хребет, а за глазами — крошечные дыхательные отверстия. Ноздри спереди обрамлены треугольными кожными складками. Рот широкий, изогнут в виде арки, по углам имеются борозды средней длины. Зубы мелкие, каждый зуб имеет длинный центральный выступ и несколько более мелких латеральных зубцов. Во рту имеется 65 верхних и 61—65 нижних зубных рядов. Количество жаберных щелей — 5, четвёртая и пятая жаберные щели расположены над грудными плавниками, расстояние между ними меньше, чем между тремя первыми.
Два небольших спинных плавника имеют закругленные вершины, первый немного больше второго, но его основание короче. Их основания находятся в задней части оснований брюшных и анального плавников соответственно. Грудные плавники маленькие и широкие. Брюшные плавники дkyf низкие и длинные, птеригоподии тонкие, у взрослых самцов внутренние края брюшных плавников слиты, образуя над птеригоподиями тонкий «фартук». Анальный плавник удлинённый, почти треугольной формы, длина его основания составляет 1/10 от общей длины тела, превышая расстояние между брюшными и анальными плавниками, и сопоставима с расстоянием между спинными плавниками. Хвостовой плавник короткий и низкий, с небольшой, отчётливой нижней лопастью и вентральной выемкой возле кончика верхней лопасти. Тело покрыто крошечными, перекрывающими друг друга плакоидными чешуйками. Каждая чешуйка имеет три маргинальных зубца. Кроме того, крупные колючие чешуйки вдоль передней части верхнего края хвостовой плавника и внизу хвостового стебля образуют гребень. Окрас светлый серо-коричневый, брюхо более светлое. На спине от хвоста до спинных плавников имеются 10—16 седловидных тёмных пятен разной ширины. Брюхо беловатое.

## Биология и экология
Самцы достигают половой зрелости примерно при длине 38.